# Werner Hofmann (Fußballspieler, 1929)
Werner Hofmann (* 5. August 1929) ist ein ehemaliger deutscher Fußballspieler. In der DDR-Oberliga spielte er in den 1950er Jahren für den VfB bzw. die BSG Einheit Pankow und den SC Rotation Leipzig.

## Sportliche Laufbahn
Im Mai 1950 stieß Hofmann aus Freiberg/Sa. kommend zum Ost-Berliner VfB Pankow. Die Pankower hatte bisher in der Gesamtberliner Stadtliga gespielt, waren aber aus politischen Gründen zur Saison 1950/51 in die DDR-Oberliga eingegliedert worden. Hofmann war einer der zahlreichen Neulinge im VfB, welche die ebenso zahlreichen Stammspieler ersetzen sollten, die den Wechsel in die Oberliga verweigert hatten. Die neu zusammengestellte Mannschaft war von Anfang an chancenlos und stand am Saisonende als eindeutiger Absteiger fest. Hofmann war in 20 Punktspielen in der Regel als rechter Halbstürmer eingesetzt worden und hatte fünf Tore erzielt. Im Sommer 1951 wurde die Betriebssportgemeinschaft (BSG) Einheit Pankow gegründet, die hauptsächlich aus VfB-Spielern bestand, zu denen auch Werner Hofmann gehörte. Die Mannschaft wurde ebenfalls ohne sportliche Qualifikation für die Saison 1951/52 in die DDR-Oberliga eingegliedert, hatte aber ebenso wenig wie der vormalige VfB Chancen auf den Klassenerhalt. Von den 36 Punktspielen bestritt Hoffmann nur 17 Partien, spielte wie beim VfB als Stürmer, erzielte aber nur noch ein Tor. Im Gegensatz zur Oberliga, wo die BSG Einheit Tabellenletzter wurde, konnte sie sich im DDR-Fußballpokal erfolgreicher behaupten. Sie verlor erst im Halbfinale gegen Lokomotive Stendal, zog aber trotzdem in das Finale ein, weil Stendal wegen des Mitwirkens eines nicht spielberechtigten Akteurs disqualifiziert wurde. Gegen die SG Volkspolizei Dresden verlor Pankow das Pokalendspiel, bei dem Hofmann als rechter Halbstürmer aufgeboten worden war, mit 0:3.
Nachdem Einheit Pankow auch in der zweitklassigen DDR-Liga die Saison 1952/53 wenig erfolgreich gestaltet hatte und nur knapp einem erneuten Abstieg entronnen war, wechselte Hofmann zum Ligakonkurrenten BSG Einheit Greifswald. In Greifswald blieb Hofmann zwei Spielzeiten, danach wurde er zur neu gegründeten Fußballsektion des SC DHfK Leipzig geholt, die als künftige Kaderschmiede der DDR-Nationalmannschaft ins Leben gerufen worden war. Sie wurde mit zwei Mannschaften (DHfK I und II) in die DDR-Liga eingegliedert, die dort jedoch mit wenig Erfolg spielten und bereits nach der Hinrunde der Saison 1954/55 wieder aufgelöst wurden.
Die Spieler wurden auf verschiedene Oberligamannschaften aufgeteilt, Hofmann kam zum SC Rotation Leipzig. Dort kam er in der Rückrunde 1954/55 nur in der Reservemannschaft zum Einsatz. Im zweiten Halbjahr 1955 wurde in allen DDR-Fußball-Ligen eine Zwischenrunde ausgetragen, um anschließend die Fußballspielzeiten dem Kalenderjahr anzugleichen. In den 13 Spielen der Oberliga-Zwischenrunde kam Hofmann für den SC Rotation in allen Begegnungen als Ersatz für den verletzten etatmäßigen Stürmer Wolfgang Seifert zum Einsatz und schoss zwei Tore. In der Oberligasaison 1956 gehörte Hofmann in der Hinrunde nicht zur Stammelf und kam nur in einem Punktspiel als Einwechselspieler zum Einsatz. In der Rückrunde ersetzte er den verletzten Roland Hempel und bestritt zwölf der restlichen 13 Punktspiele. Obwohl erst 27 Jahre alt, gehörte Hofmann 1957 nicht mehr zum Oberligaaufgebot des SC Rotation und tauchte auch nicht mehr in einer anderen höherklassigen Mannschaft auf.